# Удабнопітек
{{#ifeq:0|0|{{#if:Udabnopithecus|{{#if:|[[]}}|[[]]}}}}
Удабнопіте́к (Udabnopithecus garedziensis) — вид вимерлих людиноподібних мавп. Вік — верхній міоцен або нижній пліоцен. Відомий за двома верхніми зубами (підкорінному і корінному), знайдених в 1939 році на території Грузинської РСР, в місцевості Удабно (60 кілометрів від Тбілісі). Перша і єдина знахідка решток вимерлої людиноподібної мавпи на території колишнього СРСР. Філогенетичне місце удабнопітека невідоме. За морфологією зубів удабнопітек дуже близький до роду Dryopithecus підродини Dryopithecinae, особливо до виду Dryopithecus brancoi.